# Phil Goff
Philip Bruce Goff  (Auckland, 22 de junio de 1953) es un político neozelandés, que ejerció como líder del partido laborista entre 2008 y 2011. Desde el 1 de noviembre de 2016 hasta octubre de 2022 se desempeña como alcalde de Auckland. Anteriormente sirvió como miembro del parlamento de Nueva Zelanda entre 1981- 1990 y 1993- 2016, además de ser líder de oposición entre 11 de noviembre de 2008 y 13 de diciembre de 2011.
Durante el periodo del quinto gobierno laboral, entre 1999 y 2008, Goff sirvió en diversos ministerios, entre los cuales ejerció como ministro de defensa, ministro de correcciones, ministro de relaciones exteriores y comercio, ministro para el desarme y control de las armas y ministro asociado de Finanza. Fue elegido alcalde de Auckland en las elecciones de Auckland de 2016, sucediendo a Len Brown, quien después de dos periodos decidió no participar. En 2019, fue reelegido como alcalde.

## Biografía
Goff nació el 22 de junio de 1953 en Auckland. Su familia era muy pobre, su padre quería que comenzara a trabajar inmediatamente después de acabar el instituto. Por otra parte, Goff deseaba atender a la universidad, una decisión que le causó dejar su casa a tan solo dieciséis años. Trabajo en Westfield Freezing Works como conserje para financiar su universidad, obteniendo una maestría en ciencias políticas (con honores) en la Universidad de Auckland. En 1973, fue académico superior en Estudios Políticos, y además ganó el Premio Butterworth de Derecho. Mientras completaba su maestría, dio conferencias sobre ciencias políticas. Después de su experiencia de intercambio en Europa, Goff regreso a Nueva Zelanda donde trabajaría como organizador del sindicato del seguro de los trabajadores.

## Miembro del parlamento
| Parlamento de Nueva Zelanda | Parlamento de Nueva Zelanda | Parlamento de Nueva Zelanda | Parlamento de Nueva Zelanda | Parlamento de Nueva Zelanda |
| Año                         | Periodo                     | Electorado                  | Lista                       | Partido                     |
| --------------------------- | --------------------------- | --------------------------- | --------------------------- | --------------------------- |
| 1981-1984                   | 40°                         | Roskill                     | Roskill                     | Laborista                   |
| 1984-1987                   | 41°                         | Roskill                     | Roskill                     | Laborista                   |
| 1987-1990                   | 42°                         | Roskill                     | Roskill                     | Laborista                   |
|                             |                             |                             |                             |                             |
| 1993-1996                   | 44°                         | Roskill                     | Roskill                     | Laborista                   |
| 1996-1999                   | 45°                         | New Lynn                    | —                           | Laborista                   |
| 1999-2002                   | 46°                         | Mount Roskill               | 7                           | Laborista                   |
| 2002-2005                   | 47°                         | Mount Roskill               | 6                           | Laborista                   |
| 2005-2008                   | 48°                         | Mount Roskill               | 6                           | Laborista                   |
| 2008-2011                   | 49°                         | Mount Roskill               | 3                           | Laborista                   |
| 2011-2014                   | 50°                         | Mount Roskill               | 1                           | Laborista                   |
| 2014-2016                   | 51°                         | Mount Roskill               | 16                          | Laborista                   |

Goff se afilió al Partido Laboral en 1969, el mismo año que abandonó su casa, y ejerció diversas posiciones administrativas dentro del partido. En las elecciones de 1981, Goff fue candidato para el parlamento por el electorado de Roskill, y fue elegido.

### Miembro del Gabinete: 1984–1990
Tres años más tarde, cuándo el partido ganó las elecciones de 1984, Goff fue asignado al gabinete, convirtiéndose en el miembro más joven. Sirvió como ministro de Vivienda y ministro de Empleo. Después de las elecciones de 1987, Goff es asignado como ministro de Asuntos de la Juventud y ministro de Turismo. Más tarde, después de un significativo reorganización de responsabilidades, Goff asumió como ministro de Educación. En las disputas entre Roger Douglas (el ministro de Finanza) y otro ministros del partido, Goff generalmente apoyaba a Douglas, apoyando la desregulación del mercado y el comercio libre.

### En oposición: 1990–1999
En las elecciones de 1990, el Partido Laborista fue derrotado, y Goff perdió su puesto en el parlamento frente a Gilbert Myles. Mientras muchos comentaristas culparon a las reformas realizadas por Douglas de la derrota laborista, Goff afirmaba que el problema principal había sido en la comunicación, no en la política. Goff fue nombrado en una posición en el Instituto de Tecnología de Auckland, y más tarde aceptó una beca para estudiar por seis meses en la Universidad de Oxford. A su regreso a Nueva Zelanda, él decidió postularse para el parlamento una vez más.
En las elecciones de 1993, Goff fue reelegido como miembro del parlamento por Roskill. Helen Clark, la nueva líder del partido laborista, lo convirtió en el portavoz del partido por la justicia. En 1996, Goff fue parte del grupo el cual exigía la renuncia de Clark como líder. Clark mantuvo su puesto, y fue aconsejado por sus aliados para destituir a Goff, pero escogió no hacerlo.
Goff retuvo su asiento en las elecciones de 1996, habiendo elegido no ser incluido en la lista de partido. En la oposición entre 1996 a 1999, Goff fue portavoz  del partido laborista por la Justicia, Tribunales y Correcciones.

### Miembro del Gabinete: 1999–2008

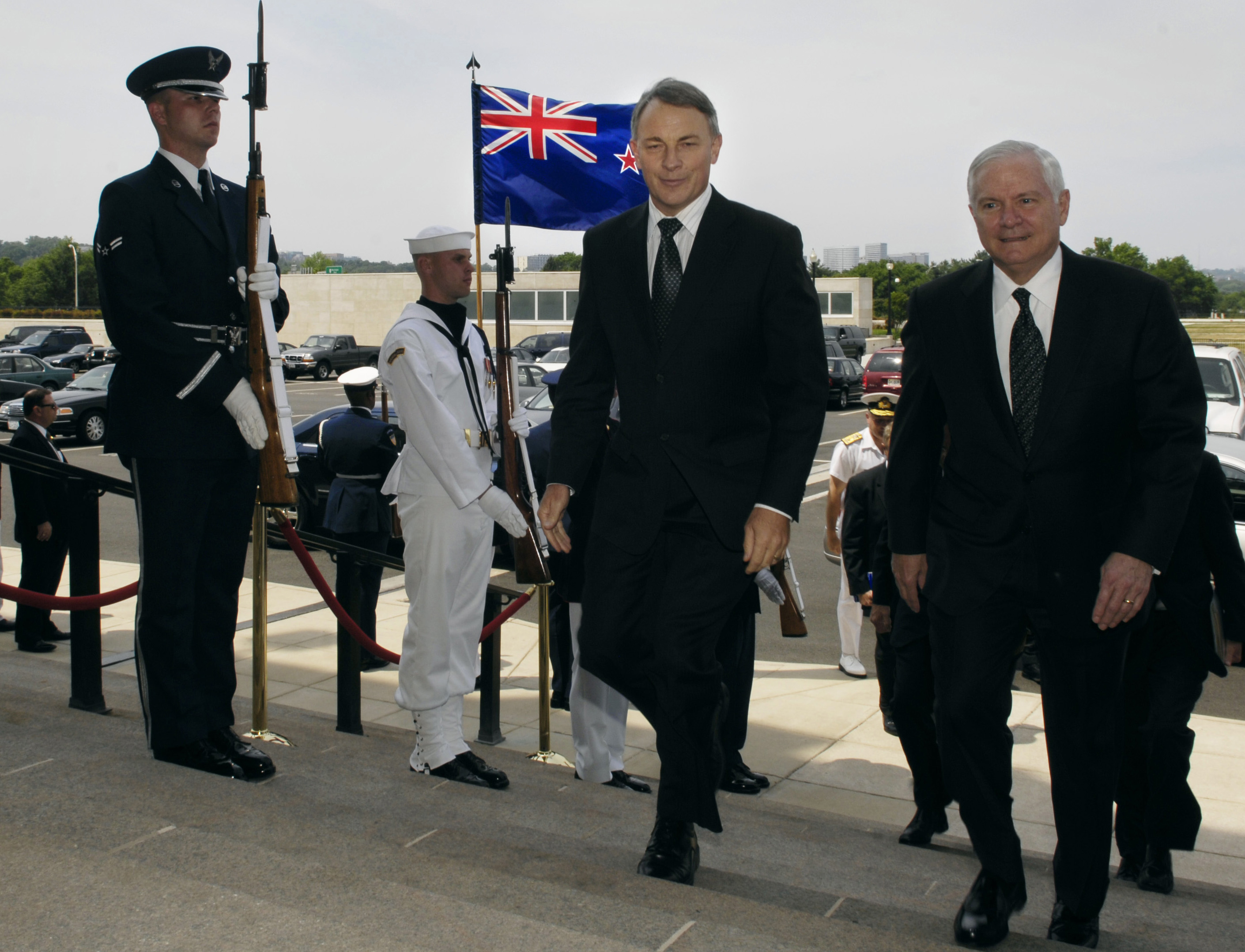
Goff Y el Secretario de Defensa de EE.UU. Robert Gates caminan al pentágono, 11 de mayo de 2007.

En las elecciones de 1999, el cual ganó el partido laboral, Goff aceptó el séptimo puesto en la lista de partido, pero también retuvo su asiento en el electorado. En la nueva administración de Clark, él fue nombrado ministro de Relaciones Exteriores y Comercio, además de ministro de Justicia. Retuvo esa posición después de las elecciones de 2002. Siguiendo con las elecciones de 2005, Winston Peters sucedió a Goff como ministro de Relaciones Exteriores, y Goff fue nombrado ministro de Defensa y Desarme, reteniendo los oficios de Comercio.
En 2003 Stewart Murray Wilson, condenado por violación, manipuló y distribuyó una carta del ministro de Justicia Goff, en un intento de conseguir la revisión de su caso. En 2005, como ministro de justicia, paso una legislación que fortaleció las leyes que condenaban la pornografía y sexo infantil.
Como ministro de Relaciones Exteriores y Comercio, Goff favoreció tratos de comercio libre como medios de diplomacia y fortalecimiento de las relaciones de Nueva Zelanda con sus vecinos asiáticos. Goff tuvo un perfil público fuerte y se  convirtió en uno del miembros más conocidos del Partido Laboral; lo que le valió para ser colocado en la cuarta posición de la lista de Partido Laboral durante la elecciones de 2008. Clark y Goff diferían en sus políticas económicas, pero eran capaces de trabajar bien juntos, lo que estuvo mostrado durante la firma del Acuerdo de Comercio Libre de Nueva Zelanda-China.

### Líder de la oposición: 2008–2011

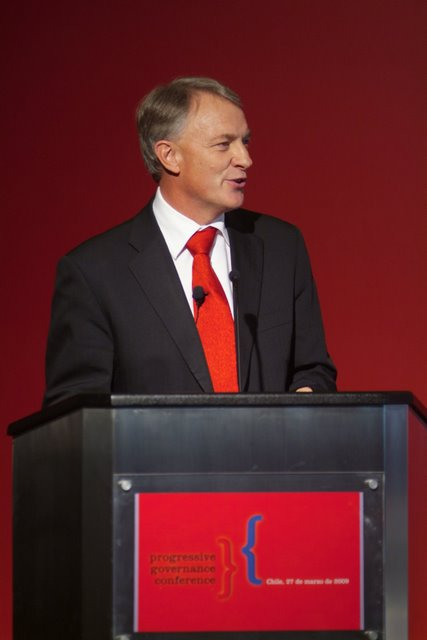
Goff en la conferencia de Gobierno Progresivo de 2009, en Viña del Mar, Chile

En 2008, El Partido Laboral fue derrotado, y Clark dimitió como líder. Goff era amplio favorito como sucesor. Goff asumió como líder tras una junta especial el 11 de noviembre de 2008.
Después de una fuerte popularidad inicial, Goff y el partido comenzaron a tener conflictos en las encuestas de opinión públicas. Una encuesta de julio de 2011 mostró que el apoyo del Partido Laboral estaba en un mínimo en 10 años, con solo 27 %. A esto siguió una propuesta política filtrada para implementar un impuesto sobre las ganancias de capital, el cual los críticos del partido sugirieron que era impopular con el electorado. Otras encuestas del 2011 también mostraron un aumento de la popularidad para el Partido Verde.
En un discurso en octubre de 2010, Goff hizo énfasis en el "Sueño Kiwi" de sueldo alto en trabajos, propiedad de casa y protección social. Criticó al Gobierno Nacional por las políticas económicas de libre mercado que Goff argumentó acentuaban la desigualdad; atribuye esta desigualdad social a problemas sociales como el abuso de fármacos y la obesidad.
Goff y el primer ministro John Key dijeron que no votarían en el referéndum de castigo corporal de 2009. Goff mencionó que la pregunta "¿Una bofetada como parte de una buena corrección parental buena debería ser un delito penal en Nueva Zelanda?" Era "absolutamente" la pregunta incorrecta, y que "La pregunta implica que si votas ''sí'', estás a favor de que se apliquen sanciones penales contra padres razonables – En realidad nadie cree aquello."
En la declaración de John Key al parlamento en febrero de 2010, el gobierno anunció su consideración de subir los impuestos a bienes y servicios del 12.5 % al 15 %. Goff se opuso, argumentando que "El aumento del impuesto dañara a familias que luchan para llegar a fin de mes", y la junta laborista emprendió un viaje nacional por carretera con el lema ''Axe the Tax''. En mayo de 2010 Goff sugirió exentar las frutas y vegetales frescos del impuesto. Key calificó la exención de tales elementos como "muy burocrático" y el anuncio de Goff como "desesperado".
En febrero de 2010 una discusión de documentos fue realizada, proponiendo que 7,058 de los parques nacionales fueran abiertos para la actividad minera. Fuera del parlamento, Goff mencionó a los manifestantes que él y el Partido Laborista se opondrían a las propuestas en cada etapa, y prometió reproteger cualquier tierra liberada de Programa 4, en caso de que su partido regresara al poder.

### Carrera parlamentaria después de ser líder: 2011–2016

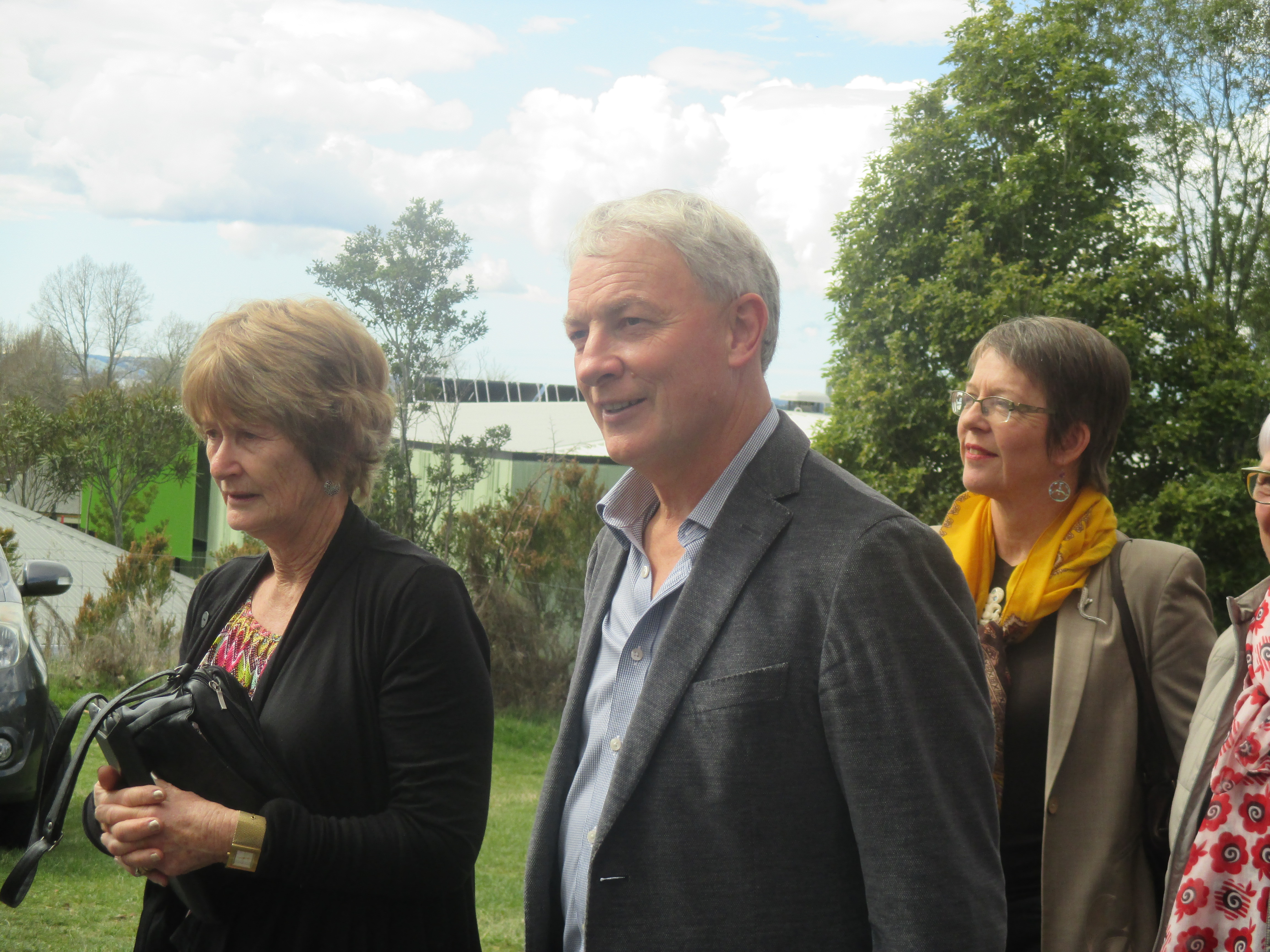
Goff y su mujer, Mary (izquierda), con la alcaldesa de Wellington Celia Wade-Marrón (derecha) en septiembre de 2015

El 26 de noviembre de 2011 los resultados de la elección general de 2011 fueron muy mediocres para los laboristas, los cuales perdieron 6.86% de los votos y 9 asientos en el parlamento. Phil Goff declaró que ese "no fue su tiempo esta ocasión ... pero nuestro tiempo vendrá otra vez ... estamos un poco ensangrentados pero no derrotados." Tres días después de conceder derrota, Goff y su colaboradora, Annette King, anunciaron que dimitirían de sus posiciones de liderazgo el 13 de diciembre, pero se quedarían en parlamento como miembros del electorado. Goff se convertiría en el cuarto líder del partido, el primero desde la destitución de Arnold Nordmeyer en 1965, en dejar el liderazgo del Partido Laboral sin nunca convertirse en Primer ministro. Goff es también el primer líder Laboral quién no fue un primer ministro anterior para haber liderado como el primer partido de oposición en una elección desde Nordmeyer en 1963.
Goff dimitió al parlamento el 12 de octubre de 2016, necesitando una elección parcial en el electorado de Monte Roskill.

## Alcalde de Auckland: 2016–presente
El 22 de noviembre de 2015 Goff anunció su candidatura como alcalde de Auckland en las elecciones de alcalde de 2016. El 8 de octubre de 2016 Phil Goff ganó la elección, convirtiéndose en el segundo alcalde del Consejo de Auckland.
Goff Era juro formalmente como alcalde en un ceremonial acontecido en el Ayuntamiento de Auckland el 1 de noviembre de 2016. Al tomar oficio, se comprometió emprender en asuntos sociales en Auckland, como falta de vivienda, de modo que "nadie quede rezagado"; también destacó la necesidad para mejorar la infraestructura y albergar disponibilidad para dirigir otros asuntos sociales.

### Evento de Oratoria de Southern y Molyneux
A inicios de junio de 2018, el alcalde Goff anunció que el Consejo de Auckland no dejaría los activistas canadienses de extrema-derecha Lauren Southern y Stefan Molyneux utilizar las instalaciones del consejo bajo la excusa que generaron tensiones étnicas o religiosas y promovieron ideas divisivas. Southern y Molyneux han provocado controversia antiguamente por sus puntos de vista en el feminismo, género, e inmigración musulmana. El par había reservado el Bruce Mason Center en North Shore para una conferencia el 3 de agosto de 2018. Mientras el grupo activista Auckland Peace Action y la Federación de Asociaciones Islámicas de Nueva Zelanda  (FIANZ, en inglés) habían protestado por la conferencia prevista de las activistas canadienses, la decisión de Goff fue criticada por el promotor David Pellowe y el abogado de derechos humanos Craig Tuck por violar la libertad de expresión. Además, el colaborador musulmán agnóstico Ali Shakir de la revista The Spinoff  defendió la visita de Southern y Molyneux y argumento contra el FIANZ la autoridad para hablar por todos los musulmanes en el asunto. El vice primer ministro de Nueva Zelanda y ministro de Asuntos Exteriores Winston Peters, y el dirigente de Partido Nacional Simon Bridges declararon que habrían apoyado su derecho a expresarse, mientras que la colíder de Partido Verde Marama Davidson apoyo la prohibición.
En respuesta a la decisión de Goff, la Coalición del Discurso Libre anunció que recaudarían fondos para una revisión judicial de la decisión de negar las instalaciones del Consejo a Southern y Molyneux de premisas de Consejo. La coalición consta de varios dirigentes empresariales, académicos, abogados, y los periodistas que incluyen el expresidente del Partido Laborista Michael Bassett, el exlíder del Partido Nacional y del Partido ACT Don Brash, la directora ejecutiva del Instituto de Propiedad Ashley Church, el historiador de la Universidad de Tecnológica de Auckland Paul Moon, el comentarista de izquierda Chris Trotter, y el director ejecutivo de la Unión de Contribuyentes de Nueva Zelanda Jordan Williams. Dentro de las primeras 24 horas, el grupo había recaudado su objetivo inicial de NZD$50,000.
El 18 de julio, el portavoz de la coalición, David Cumin, anunció que el grupo había presentado procedimientos legales contra Goff y el Consejo de Auckland tras un intento fallido de negociar un acuerdo con Goff y el Consejo para restablecer la conferencia planeada por Southern y Molyneux. El 25 de julio, la Coalición del Discurso Libre retiró los procedimientos legales contra el alcalde Goff, pero advirtió que emprenderían nuevas acciones legales de no permitir la conferencia. Goff dio la bienvenida al desarrollo y reiteró su oposición a permitir que las instalaciones del Consejo acogieran eventos que promuevan el discurso de odio. El Ministro de Inmigración, Iain Lees-Galloway, había otorgado anteriormente una visa a las activistas canadienses que les permitía visitar Nueva Zelanda con el argumento de que no habían violado ningún requisito de carácter de inmigración.

### Investigación de la Oficina de Fraude Grave, 2020
A finales de febrero de 2020, la Oficina de Fraudes Graves anunció que investigaría una declaración de los gastos electorales por donaciones de dinero en efectivo por subastas de recaudación de fondos de $366,115 por Goff durante las elecciones de Auckland de 2016

## Vida personal
Phil Goff está casado con Mary Ellen Goff, quien conoció en 1971 y se casó en 1979. Tienen tres hijos adultos. Vive en una granja de 8 hectáreas en el suburbio rural Clevedon, Auckland. Su sobrino, el excapitán de Ejército de los EE.UU. Matthew Ferrara, fue asesinado en 2007 durante la Guerra de Afganistán.

## Honores
En las listas de Honores de Año Nuevo de 2017, anunciada el 31 de diciembre de 2016, Goff fue condecorado como Compañero de la Orden de Mérito de Nueva Zelanda (CNZM).